# Mozione
La mozione è un testo sottoposto al voto in un'assemblea, su proposta di uno o più dei membri di quest'ultima.

## Nel mondo

### Italia
In Italia è definita mozione un testo adottato da un organo legislativo (Camera, Senato, Consiglio regionale, ecc.) teso ad indirizzare la politica del Governo (o della Giunta, nel caso degli Enti locali) su un determinato argomento.

### Mozione parlamentare
Nel Senato e nella Camera la mozione parlamentare è esaminata e votata con procedure simili a quelle dei progetti di legge (discussione in linea generale, esame degli emendamenti, dichiarazione di voto e votazione). Il Capo XXVI del Regolamento della Camera è intitolato "Delle mozioni e risoluzioni" e all'art. 110 prescrive che una mozione possa essere presentata da "un Presidente di Gruppo o dieci deputati [...] al fine di promuovere una deliberazione dell'Assemblea su un determinato argomento."

### Mozione di sfiducia
Un particolare tipo di mozione è la mozione di sfiducia. Con essa le Camere possono togliere la fiducia al Governo, facendolo decadere. Secondo l'ordinamento italiano il Governo deve godere della fiducia di entrambe le Camere: pertanto nel sistema di bicameralismo perfetto vigente in Italia basta che una sola delle Camere approvi una mozione di sfiducia per determinare le dimissioni dell'Esecutivo.